# Erik Carlsson

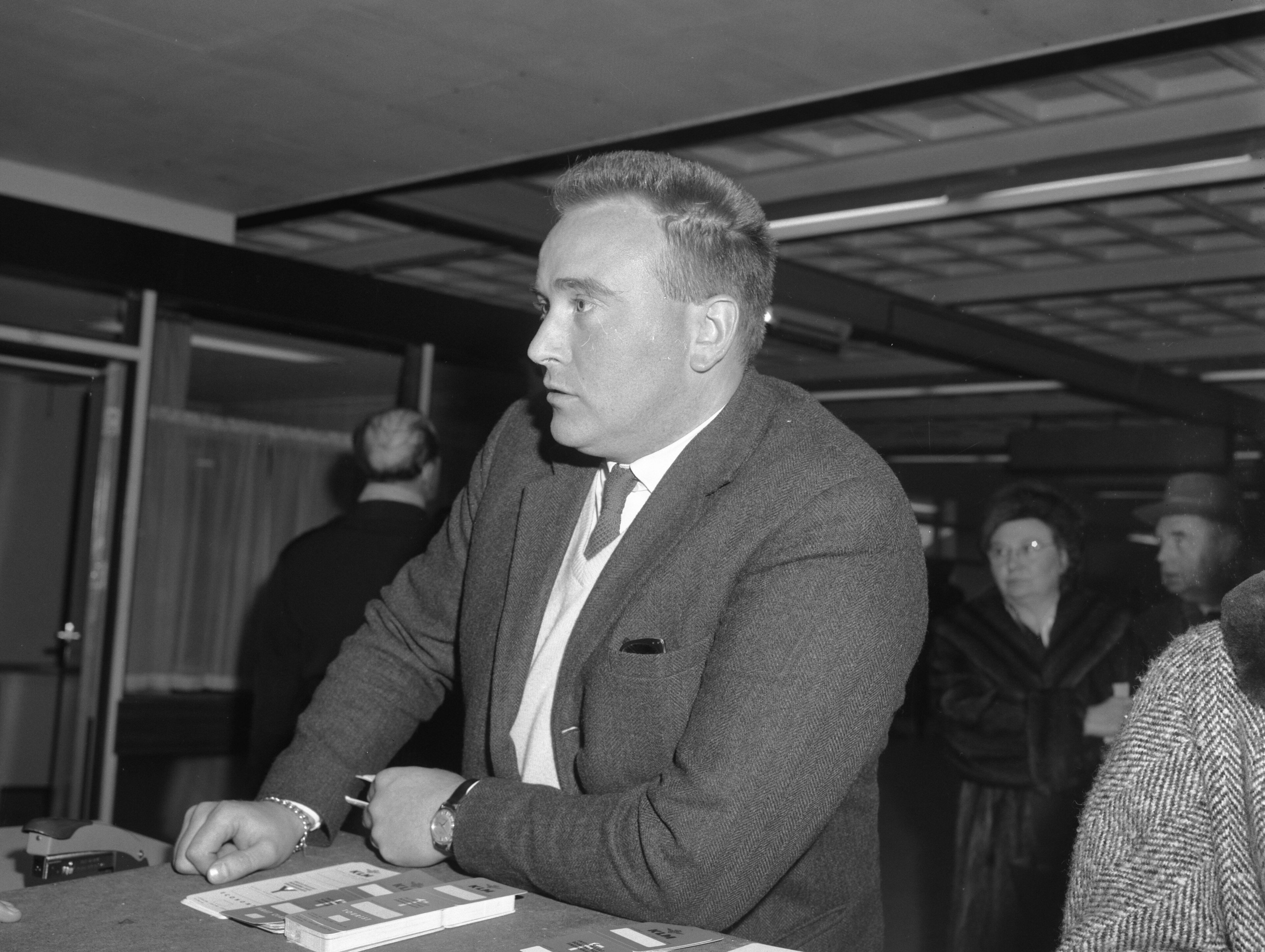
Erik Carlsson, 1962

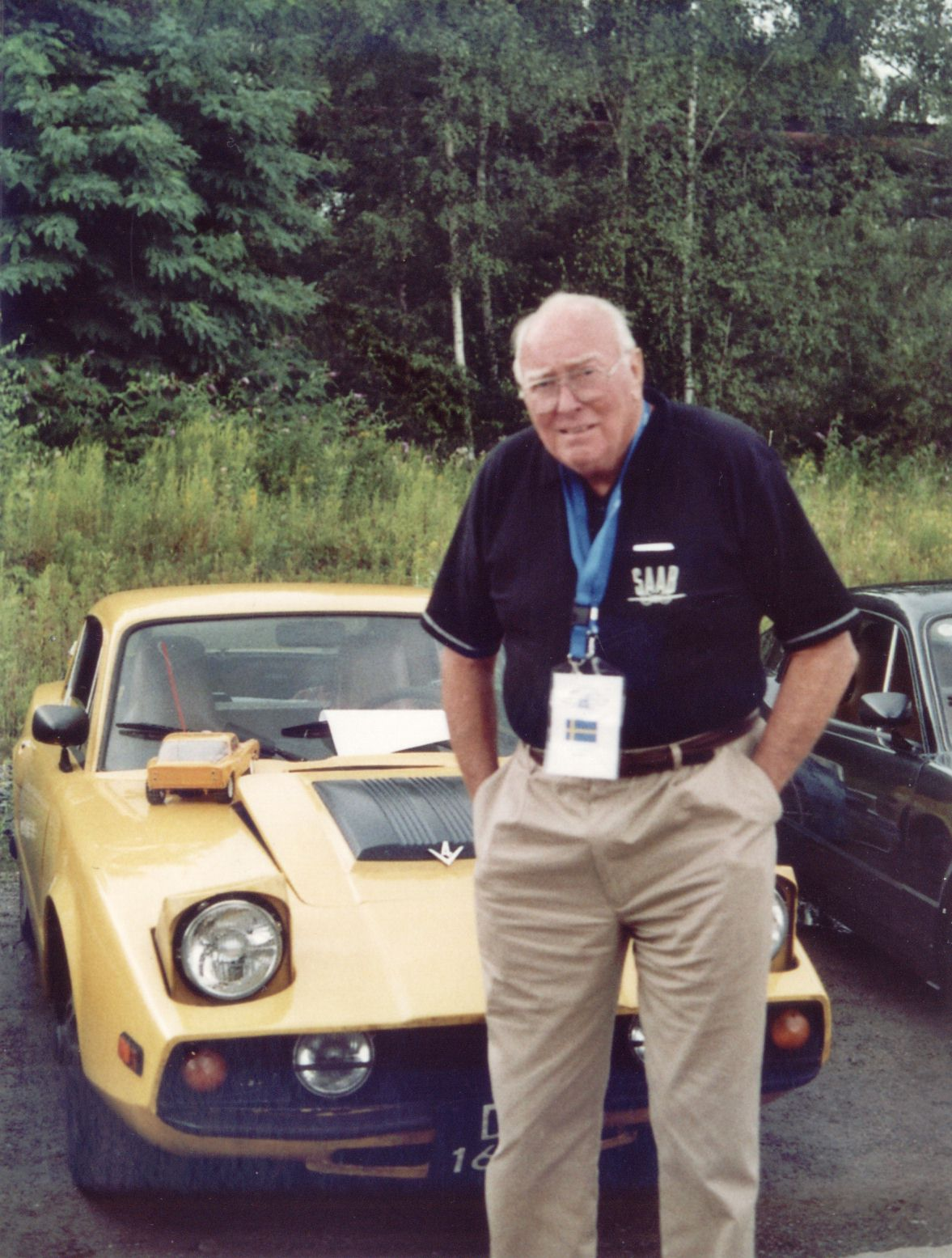
Erik Carlsson vor einem 1972er Saab Sonett III, 2005 in Essen

Erik Carlsson (* 5. März 1929 in Trollhättan; † 27. Mai 2015 in England) war ein schwedischer Rallyefahrer.

## Carlsson auf dem Dach
Erik Carlsson war in den 1950er- und 1960er-Jahren der personifizierte Rallyesport. Mit ihm und seiner Fahrweise wurde diese Form des Motorsports in Europa populär. Der Name Carlsson ist auch eng mit der Automarke Saab verbunden. Die von ihm gefahrenen Saab 93 und Saab 96 erhielten zu dieser Zeit automobilen Kultstatus. Seine spektakuläre Fahrweise, die nicht selten dazu führte, dass sich die von ihm pilotierten Saabs auf dem Dach wiederfanden, verschaffte ihm – in Anspielung an die Romanfigur von Astrid Lindgren – den Spitznamen Carlsson auf dem Dach. Um bei den Saab-Zweitaktmotoren die Drehzahl hoch zu halten, bremste Carlsson mit dem linken Fuß, während der rechte auf dem Gaspedal blieb. Er gilt heute als der Vater des Linksbremsens.

## Karriere im Motorsport
Nach einigen Erfolgen bei nationalen Rallyeveranstaltungen in Finnland feierte Carlsson 1957 mit dem Gesamtsieg bei der 1000-Seen-Rallye, der heutigen Rallye Finnland, seinen ersten großen internationalen Erfolg. 1959 siegte er bei der Rallye Schweden und 1962 und 1963 bei der Rallye Monte Carlo. Dreimal in Folge – von 1960 bis 1962 – triumphierte er bei der RAC Rallye. 1964 siegte er außerdem bei der Rallye dei Fiori, der Vorgängerveranstaltung der Rallye San Remo. Carlsson bestritt bis Anfang der 1970er Jahre Rallyes. Sein letzter großer Erfolg war der Sieg bei der Barum Rally Zlín 1967 auf einem Saab 96.

## Familie
Erik Carlsson war mit Pat Moss (1934–2008) verheiratet, der jüngeren Schwester des britischen Rennfahrers Stirling Moss. Ihre Tochter, Suzy Carlsson, ist eine in Schweden bekannte Springreiterin. Gemeinsam mit seiner Frau verfasste er 1965 das Buch: The Art and Technique of Driving.

## Statistik

### Einzelergebnisse in der Sportwagen-Weltmeisterschaft
| Saison | Team           | Rennwagen         | 1   | 2   | 3   | 4   | 5   | 6   | 7   |
| ------ | -------------- | ----------------- | --- | --- | --- | --- | --- | --- | --- |
| 1956   | Tore Bjurström | Ferrari 750 Monza | BUA | SEB | MIM | NÜR | KRI |     |     |
| 1956   | Tore Bjurström | Ferrari 750 Monza |     | DNF |     |     |     |     |     |
| 1957   | Ferrari Svezia | Ferrari 750 Monza | BUA | SEB | MIM | NÜR | LEM | KRI | CAR |
| 1957   | Ferrari Svezia | Ferrari 750 Monza |     |     | 7   |     |     |     |     |